# مارموست مارکا
مارموست مارکا (نام علمی: Mico marcai) نام یک گونه از سرده مارموست است.